# Aleksej Ėkimjan
Aleksej Gurgenovič Ėkimjan (in russo Алексей Гургенович Экимян?; in armeno Ալեքսեյ Հեքիմյան?, Alek'sey Hek'imyan; Baku, 10 aprile 1927 – Mosca, 24 aprile 1982) è stato un compositore sovietico.

## Biografia
Ekimyan fu generale della polizia sovietica e capo regionale del dipartimento di investigazione criminale di Mosca.  Era considerato l'unico compositore popolare al mondo ad aver gestito un reparto di polizia. Allo stesso tempo, gli venne assegnato il titolo ufficiale di Rinomato maestro delle arti. La prima canzone popolare di Ekimyan per il Festival Internazionale di Mosca piacque a Vano Muradeli, il quale disse a proposito: non sapevo se sarebbe diventato un generale, ma sarebbe diventato un compositore. Le sue canzoni furono eseguite e registrate da cantanti sovietici prominenti come Ljudmila Zykina, Iosif Kobzon e Lusine Zakaryan. Il film documentario-concerto Percorsi della mia memoria è dedicato ad Ekimyan.
Ekimyan morì il 24 aprile 1982. È sepolto a Erevan, in Armenia.